# Dear Friend (Wings)
 Dear Friend è un brano musicale del gruppo musicale britannico Wings, composto da Paul e Linda McCartney, pubblicato come nona traccia nell'album Wild Life nel dicembre 1971.

## Descrizione
Se è vero che Wild Life spesso è stato considerato come uno dei punti più bassi della carriera di Paul McCartney, Dear Friend, insieme a Tomorrow, è solitamente riconosciuto come uno dei migliori brani dell'album.
Nell'ottobre del 2021, Paul McCartney ha pubblicato un estratto sul Sunday Times, dove ha dichiarato che Dear Friend è stato scritto come un dialogo fra lui e John Lennon dopo le controversie nate dalla rottura dei Beatles: il testo è un invito alla riconciliazione, che avvenne nel 1974.

## Formazione
- Paul McCartney – voce, pianoforte
- Denny Laine – chitarra, basso
- Denny Seiwell – batteria
- Linda McCartney – cori